# مدافع (مجموعه تلویزیونی)
مدافع (کره‌ای: 피고인) یک مجموعه تلویزیونی محصول کره جنوبی در سال ۲۰۱۷ با بازی جی سونگ، اوم کی جون، یوری، اوه چانگ سوک و اوم هیون کیونگ است. این مجموعه از ۲۳ ژانویه تا ۲۱ مارس ۲۰۱۷، روزهای دوشنبه و سه‌شنبه ساعت ۲۲:۰۰ (کی‌اس‌تی) از اس‌بی‌اس برای ۱۸ قسمت پخش شد.